# La Chevauchée du retour
Pour plus de détails, voir Fiche technique et Distribution.
La Chevauchée du retour (titre original : The Ride Back) est un film américain d'Allen H. Miner (1917-2004) sorti en 1957.

## Synopsis
Ayant tout raté dans sa vie, un shérif tente de se racheter en arrêtant une célèbre fine gâchette de Mexico.

## Fiche technique
- Titre original : The Ride Back
- Réalisation : Allen H. Miner et Oscar Rudolph (non crédité)
- Scénario : Anthony Ellis
- Directeur de la photographie : Joseph Biroc
- Montage : Michael Luciano
- Musique : Frank De Vol
- Costumes : Oscar Rodriguez
- Direction artistique : William Glasgow
- Production : William Conrad et Robert Aldrich (non crédité)
- Genre : Western, Drame
- Pays de production :  États-Unis
- Durée : 79 minutes
- Date de sortie :
  - États-Unis : 29 avril 1957 (New York)
  - Finlande : 13 septembre 1957
  - Allemagne de l'Ouest : 25 juillet 1958
  - Mexique: 8 janvier 1960

## Distribution
- Anthony Quinn (VF : Jean Clarieux) : Bob Kallen
- William Conrad (VF : Serge Nadaud) : Shérif Chris Hamish
- Lita Milan (VF : Nelly Benedetti) : Elena
- Victor Millan (VF : Jean-Louis Jemma) : Père Ignatio
- Jorge Treviño (VF : Fernand Rauzena) : le garde-frontière
- Ellen Hope Monroe (VF : Françoise Dorléac) : la petite fille
- Joe Dominguez : Luis
- Louis Towers : le garçon